# Euselasia eupatra
Euselasia eupatra är en fjärilsart som beskrevs av Adalbert Seitz 1916. Euselasia eupatra ingår i släktet Euselasia och familjen Riodinidae. Inga underarter finns listade i Catalogue of Life.